# تيناي (آن)
تيناي (بالفرنسية: Tenay)‏ هي بلدية فرنسية تقع في إقليم الآن في فرنسا. رمز إنسي لها هو:1416. أما الرمز البريدي لها فهو: 1230.